# Soulwax
Soulwax er en rockgruppe fra Gent i Belgien, dannet i starten af 1990'erne.
Bandet består af Stephen Dewaele (født 4. juli 1970), David Dewaele (født 24. maj 1975), Stefaan Van Leuven, Inga Flipts og Piet Dierickx.
Gruppen spillede i starten en rockorienteret form for post-grunge, inspireret af bl.a. Soundgarden, The Black Crowes og Pearl Jam, som det hørtes på debutalbummet Leave The Story Untold fra 1996.
I 1998 udsendtes Much Against Everyone's Advice, der var indspillet i Los Angeles med produceren David Sardy, der tidligere havde arbejdet med Red Hot Chili Peppers og Helmet. Albummet var gruppens amerikanske debut, og gruppen havde nu udskiftet den mere rockede lyd med en musikalsk blandingsgenre, der legesyt kombinerede forskellige stilarter som indie, electronica, dance, heavy og traditionel rock/pop. Albummet fik pæne anmeldelser og blev sammenlignet med Beck, Prince og Primal Scream. 
I 2000 spillede Soulwax på en række store europæiske festivaler, og i 2002 udkom 2 Many DJ's, der var et rendyrket remixalbum, hvor klassikere som The Stooges' No Fun og Salt-N-Pepa's Push It blev mixet hæmningsløst med hinanden . Albummet blev en stor succes i Belgien og Holland. Trods generel god omtale slog Soulwax aldrig for alvor igennem i udlandet. Derimod var gruppen et stort navn i Belgien og Holland, hvor brødrene Dewale også var nogle meget efterspurgte dj's.

## Diskografi

### Album
Studiealbums
- Leave the Story Untold (1996)
- Much Against Everyone's Advice (1998)
- Any Minute Now (2004)
- Nite Versions (2005)
- From Deewee (2017)
- Essential (2018)
- Deewee Sessions, Vol. 01 (2020)

OPsamlingsalbum
- This Is Radio Soulwax (2006)
- Most of the remixes... (2007)

Soundtrackalbums
- Steve + Sky (2004)
- Belgica (2016)

Uofficielle albums
- Most of the Other Remixes...

An album with remixes that were not included in Most of the Remixes.

### Singler
| År   | Sang                                        | UK Singles Chart | Album                          |
| ---- | ------------------------------------------- | ---------------- | ------------------------------ |
| 1995 | "2nd Handsome Blues" (10" vinyl EP)         | —                | -                              |
| 1996 | "Kill Your Darlings"                        | —                | Leave the Story Untold         |
| 1996 | "Great Continental Suicide Note"            | —                | Leave the Story Untold         |
| 1996 | "Caramel"                                   | —                | Leave the Story Untold         |
| 1998 | "My Cruel Joke..."                          | —                | Much Against Everyone's Advice |
| 1998 | "Conversation Intercom"                     | 65               | Much Against Everyone's Advice |
| 1998 | "Much Against Everyone's Advice"            | 56               | Much Against Everyone's Advice |
| 1999 | "Too Many DJ's"                             | 40               | Much Against Everyone's Advice |
| 1999 | "When Logics Die"                           | 56               | Much Against Everyone's Advice |
| 1999 | "Saturday"                                  | -                | Much Against Everyone's Advice |
| 2001 | "Conversation Intercom" (re-mix)            | 50               | Much Against Everyone's Advice |
| 2004 | "Any Minute Now"                            | 34               | Any Minute Now                 |
| 2005 | "E Talking"                                 | 27               | Any Minute Now                 |
| 2005 | "NY Excuse"                                 | 35               | Any Minute Now                 |
| 2016 | "Transient Program For Drums And Machinery" | —                | From Deewee                    |
| 2017 | "Do You Want To Get Into Trouble?"          | —                | From Deewee                    |

### Remix
- dEUS – "Everybody's Weird"
- Einstürzende Neubauten – "Stella Maris"
- Kolk – "Uma"
- Tahiti 80 – "Heartbeat"
- Zita Swoon – "My Bond With You And Your Planet: Disco!"
- Muse – "Muscle Museum"
- Miss Kittin – "Requiem for a Hit (2 Many DJs Remix)"
- Lords of Acid – "I Sit on Acid 2000"
- Sugababes – "Round Round"
- Arthur Argent – "Hold Your Head Up"
- Chaka Khan – "I Feel You"
- Whitey – "Leave Them All Behind"
- Kylie Minogue – "Can't Get You Out of My Head"
- Ladytron – "Seventeen"
- Playgroup – "Make It Happen"
- DJ Shadow – "Six Days"
- David Bowie – "Rebel Rebel"
- Felix da Housecat – "Rocket Ride"
- LCD Soundsystem – "Daft Punk Is Playing at My House"
- Daft Punk – "Robot Rock"
- Gorillaz – "Dare"
- The Gossip – "Standing in the Way of Control"
- Robbie Williams – "Lovelight"
- Klaxons – "Gravity's Rainbow"
- Justice – "Phantom Pt. II"
- LCD Soundsystem – "Get Innocuous"
- Hot Chip – "Ready for the Floor"
- Human Resource vs 808 State – "Dominator"
- West Phillips - "(I'm Just A Sucker) For a Pretty Face"[2]
- Rolling Stones – "You Can't Always Get What You Want"
- Walter Murphy & The Big Apple Band – "A Fifth of Beethoven"
- The Chemical Brothers – "Hey Boy Hey Girl"
- Tiga – "Mind Dimension 2"
- MGMT – "Kids"
- Dizzee Rascal – "Bonkers"
- Paul Chambers – "Yeah, Techno!"
- LCD Soundsystem – "You Wanted A Hit"
- Late Of The Pier – "Best In The Class"
- Goose - "Synrise"
- Joe Goddard – "Gabriel" (from "Grand Theft Auto V")
- Arcade Fire − "Sprawl II: (Mountains Beyond Mountains)"[3]
- Pulp – "After You"
- Ego Troopers - "Her Pool Party"[4]
- Metronomy − "Love Letters"
- Jungle − "Julia"
- Tame Impala − "Let It Happen"
- Hot Chip - "Huarache Lights"
- Warpaint - "New Song"
- Shock Machine - "Open Up The Sky"[5]
- Robyn - "Ever Again"
- Mixhell & Joe Goddard - "Crocodile Boots"
- Jagwar Ma - "Slipping"
- The Peppers - "Hot Caramel"
- Palmbomen - "Stock" (from "Grand Theft Auto V")
- Charlotte Gainsbourg - "Deadly Valentine"
- Marie Davidson - "Work It"
- LA Priest - "What Moves"

### Produktion for andre kunstnere
- Tiga - Sexor (2006)
- Tiga - Ciao! (2009)
- Das Pop - Das Pop
- Peaches - "Talk to Me" (2009)
- Crookers - "We Love Animals (with Mixhell)" (2010)